# Lijst van voetbalinterlands Panama - Venezuela
Deze lijst van voetbalinterlands is een overzicht van alle officiële voetbalwedstrijden tussen de nationale teams van Panama en Venezuela. De landen speelden tot op heden zestien keer tegen elkaar. De eerste ontmoeting, een vriendschappelijke wedstrijd, werd gespeeld in Panama-Stad op 12 februari 1938. Het laatste duel, eveneens een vriendschappelijke wedstrijd, vond plaats op 15 november 2022 in Al Hamriya (Verenigde Arabische Emiraten).

## Wedstrijden
| №  | Plaats         | Datum             | Competitie        | Wedstrijd          | Uitslag |
| -- | -------------- | ----------------- | ----------------- | ------------------ | ------- |
| 1  | Panama-Stad    | 12 februari 1938  | Vriendschappelijk | Panama – Venezuela | 3 – 1   |
| 2  | Barranquilla   | 16 december 1946  | Vriendschappelijk | Panama – Venezuela | 2 – 1   |
| 3  | Port-au-Prince | 9 maart 1956      | Vriendschappelijk | Venezuela – Panama | 1 – 0   |
| 4  | Port-au-Prince | 14 maart 1956     | Vriendschappelijk | Venezuela – Panama | 4 – 2   |
| 5  | Caracas        | 14 januari 1959   | Vriendschappelijk | Venezuela – Panama | 2 – 2   |
| 6  | Panama-Stad    | 21 juli 1996      | Vriendschappelijk | Panama – Venezuela | 0 – 2   |
| 7  | San Cristóbal  | 31 mei 2000       | Vriendschappelijk | Venezuela – Panama | 3 – 1   |
| 8  | Panama-Stad    | 21 juni 2000      | Vriendschappelijk | Panama – Venezuela | 2 – 0   |
| 9  | Caracas        | 25 mei 2005       | Vriendschappelijk | Venezuela – Panama | 1 – 1   |
| 10 | Puerto La Cruz | 12 september 2007 | Vriendschappelijk | Venezuela – Panama | 1 – 1   |
| 11 | Barquisimeto   | 3 maart 2010      | Vriendschappelijk | Venezuela – Panama | 1 – 2   |
| 12 | Panama-Stad    | 11 augustus 2010  | Vriendschappelijk | Panama – Venezuela | 3 – 1   |
| 13 | Ciudad Guayana | 8 september 2015  | Vriendschappelijk | Venezuela − Panama | 1 − 1   |
| 14 | Panama-Stad    | 24 mei 2016       | Vriendschappelijk | Panama − Venezuela | 0 − 0   |
| 15 | Panama-Stad    | 11 september 2018 | Vriendschappelijk | Panama − Venezuela | 0 − 2   |
| 16 | Al Hamriya     | 15 november 2022  | Vriendschappelijk | Venezuela − Panama | 2 − 2   |

## Samenvatting
| Competitie        | Totaal gespeeld | Winst Panama | Gelijk | Winst Venezuela | Doelsaldo Panama – Venezuela |
| ----------------- | --------------- | ------------ | ------ | --------------- | ---------------------------- |
| Vriendschappelijk | 16              | 5            | 6      | 5               | 22 − 23                      |
| Totaal            | 16              | 5            | 6      | 5               | 22 − 23                      |

## Details

### Zesde ontmoeting
| Vriendschappelijk (Panama-Stad, Panama, 21 juli 1996): |       |                                              |
| Panama                                                 | 0 – 2 | Venezuela                                    |
|                                                        | goals | 65' Gabriel Miranda 90' (pen.) Alexis García |

### Zevende ontmoeting
| Vriendschappelijk (San Cristóbal, Venezuela, 31 mei 2000): |              | |
| Venezuela | 3 – 1        | Panama |
| Rafael Castellín 12' Rafael Castellín 45' Giovanni Savarese 58' | goals        | 6' Neftalí Díaz |
| José Omar Pastoriza | bondscoach   | Miguel Ángel Mansilla |
| Rafael Dudamel José González Luis Manuel Filosa Miguel Echenausi 71' Wilfredo Alvarado Alberto Farías 46' Héctor Bidoglio 46' Juan Arango 46' Miguel Mea Rafael Castellín Ruberth Morán 21' | opstellingen | Donaldo González Franklin Delgado 71' Jairzinho Serrano 62' Reynaldo Lewis Rolando Palma Juan Carlos Cubillas Julio Medina 46' Luis Ángel Rodríguez 46' Mario Méndez Neftalí Díaz Roberto Brown |
| Giovanni Savarese 21' José de Jesús Vera 46' Fernando de Ornelas 46' Gabriel Urdaneta 46' Leonardo Lupi 71'                                                                                 | wissels      | 46' Alberto Blanco 46' Fernando Sagal 62' Ubaldo Guardia 71' Frank Lozada |

### Achtste ontmoeting
| Vriendschappelijk (Panama-Stad, Panama, 21 juni 2000): |       |           |
| Panama                                                 | 2 – 0 | Venezuela |
| Ángel Luis Rodríguez 36' Alberto Zapata 46'            | goals |           |

### Negende ontmoeting
| Vriendschappelijk (Caracas, Venezuela, 25 mei 2005): |       |                   |
| Venezuela                                            | 1 – 1 | Panama            |
| Giancarlo Maldonado 4'                               | goals | 34' Roberto Brown |

### Tiende ontmoeting
| Vriendschappelijk (Puerto La Cruz, Venezuela, 12 september 2007): |       |                     |
| Venezuela                                                         | 1 – 1 | Panama              |
| Giancarlo Maldonado 90+6' (pen.)                                  | goals | 67' Rolando Escobar |

### Elfde ontmoeting
| Vriendschappelijk (Barquisimeto, Venezuela, 3 maart 2010): |       |                                |
| Venezuela                                                  | 1 – 2 | Panama                         |
| César González 90' (pen.)                                  | goals | 8' Román Torres 50' Blas Pérez |

### Twaalfde ontmoeting
| Vriendschappelijk (Panama-Stad, Panama, 11 augustus 2010): |       |                         |
| Panama                                                     | 3 – 1 | Venezuela               |
| Luis Tejada 76' Blas Pérez 88' Edwin Aguilar 90+1'         | goals | 71' Oswaldo Vizcarrondo |

### Dertiende ontmoeting
| Vriendschappelijk (Ciudad Guayana, Venezuela, 8 september 2015): |              |                       |
| Venezuela                                                        | 1 – 1        | Panama                |
| Salomón Rondón 90+3'                                             | goals        | 2' Rolando Blackburn  |
| Francisco Carabalí 90'                                           | rode kaarten | 88', 90+4' Luis Mejía |
| - 129ste en laatste interland van Juan Arango voor Venezuela.    |              |                       |

FEPAFUT · A-internationals · Selecties · Bondscoaches · Panamees vrouwenelftal · Panama U21 · Panama U20 · Panama U19 · Panama U18 · Panama U17
1930 – 1949 · 
1950 – 1959 · 
1960 – 1969 · 
1970 – 1979 · 
1980 – 1989 · 
1990 – 1999 · 
2000 – 2009 · 
2010 – 2019 ·
2020 – 2029
CGC 1991 · 
CGC 1993 · 
CGC 1996 · 
CGC 1998 · 
CGC 2000 · 
CGC 2002 · 
CGC 2003 · 
CGC 2005 · 
CGC 2007 · 
CGC 2009 · 
CGC 2011 · 
CGC 2013 · 
CGC 2021
WK 2018
1938 · 
1939 · 
1940 · 
1941 · 
1942 · 1943 · 1944 · 1945 · 
1946 · 
1947 · 
1948 · 
1949 · 
1950 · 
1951 · 
1952 · 
1953 · 
1954 · 
1955 · 
1956 · 
1957 · 
1958 · 
1959 · 
1960 · 
1961 · 
1962 · 
1963 · 
1964 · 
1965 · 
1966 · 
1967 · 
1968 · 
1969 · 
1970 · 
1971 · 
1972 · 
1973 · 
1974 · 
1975 · 
1976 · 
1977 · 
1978 · 
1979 · 
1980 · 
1981 · 
1982 · 
1983 · 
1984 · 
1985 · 
1986 · 
1987 · 
1988 · 
1989 · 
1990 · 
1991 · 
1992 · 
1993 · 
1994 · 
1995 · 
1996 · 
1997 · 
1998 · 
1999 · 
2000 · 
2001 · 
2002 · 
2003 · 
2004 · 
2005 · 
2006 · 
2007 · 
2008 · 
2009 · 
2010 · 
2011 · 
2012 · 
2013 · 
2014 · 
2015 · 
2016 · 
2017 ·
2018 ·
2019 ·
2020 ·
2021 ·
2022 ·
2023 ·
2024
Anguilla ·
Argentinië · 
Armenië · 
Aruba · 
Bahama's ·
Bahrein ·
Barbados ·
België · 
Belize · 
Bermuda · 
Bolivia · 
Brazilië · 
Canada · 
Chili · 
Colombia · 
Costa Rica · 
Cuba · 
Curaçao ·
Denemarken ·
Dominica · 
Dominicaanse Republiek · 
Ecuador · 
El Salvador · 
Engeland · 
Grenada · 
Guadeloupe ·
Guatemala · 
Guyana · 
Haïti · 
Honduras · 
Iran · 
Jamaica · 
Japan · 
Kameroen ·
Mexico · 
Montserrat ·
Nederlandse Antillen · 
Nicaragua · 
Noord-Ierland ·
Noorwegen ·
Paraguay · 
Peru · 
Portugal · 
Puerto Rico · 
Qatar ·
Saint Lucia · 
Saoedi-Arabië ·
Servië ·
Spanje · 
Taiwan · 
Trinidad en Tobago ·
Tunesië ·  
Uruguay ·  
Venezuela · 
Verenigde Staten ·
Wales ·
Zuid-Afrika ·
Zuid-Korea ·
Zwitserland
België (2018) ·
Engeland (2018) ·
Tunesië (2018)
FVF · A-internationals · Selecties · Bondscoaches · Statistieken · Venezolaans vrouwenelftal · Olympisch elftal · Venezuela U21 · Venezuela U20 · Venezuela U19 · Venezuela U18 · Venezuela U17
1938 – 1949 ·
1950 – 1959 ·
1960 – 1969 ·
1970 – 1979 ·
1980 – 1989 ·
1990 – 1999 ·
2000 – 2009 ·
2010 – 2019 ·
2020 – 2029
1938 · 
1939–1945 · 
1946 · 
1947 · 
1948 · 
1949 · 1950 · 
1951 · 
1952 · 1953 · 1954 · 
1955 · 
1956 · 
1957–1964 · 
1965 · 
1966 · 
1967 · 
1968 · 
1969 · 
1970 · 
1971 · 
1972 · 
1973 · 
1974 · 
1975 · 
1976 · 
1977 · 
1978 · 
1979 · 
1980 · 
1981 · 
1982 · 
1983 · 
1984 · 
1985 · 
1986 · 
1987 · 
1988 · 
1989 · 
1990 · 
1991 · 
1992 · 
1993 · 
1994 · 
1995 · 
1996 · 
1997 · 
1998 · 
1999 · 
2000 · 
2001 · 
2002 · 
2003 · 
2004 · 
2005 · 
2006 · 
2007 · 
2008 · 
2009 · 
2010 · 
2011 · 
2012 · 
2013 · 
2014 · 
2015 · 
2016 · 
2017 ·
2018 ·
2019 ·
2020 ·
2021 ·
2022 ·
2023 ·
2024
Angola ·
Argentinië ·
Aruba ·
Australië ·
Bahama's ·
Bermuda ·
Bolivia ·
Brazilië ·
Canada ·
Chili ·
China ·
Colombia ·
Costa Rica ·
Cuba ·
Dominicaanse Republiek ·
Ecuador ·
El Salvador ·
Estland ·
Guatemala ·
Guinee ·
Haïti ·
Honduras ·
IJsland ·
Iran ·
Italië ·
Jamaica ·
Japan ·
Joegoslavië ·
Malta ·
Mexico ·
Moldavië ·
Nederlandse Antillen ·
Nicaragua ·
Nieuw-Zeeland ·
Nigeria ·
Noord-Korea ·
Oezbekistan ·
Oostenrijk ·
Panama ·
Paraguay ·
Peru ·
Puerto Rico ·
Saoedi-Arabië · 
Spanje ·
Syrië ·
Trinidad en Tobago ·
Uruguay ·
Verenigde Arabische Emiraten ·
Verenigde Staten ·
Zuid-Korea ·
Zweden ·
Zwitserland